# Truhlík (Zeměplocha)
Truhlík je kůň Zeměplošského Smrtě.
Truhlík je velký, bílý, nádherný, inteligentní, učenlivý kůň, který se spolu se Smrtěm dostane všude tam, kde vládne smrtelný život. Jako většina Smrťových společníků nemá problém s hmotou – zkrátka existuje jen tehdy, když si to přeje.
Je to několikátý Smrťův kůň. Ale tenhle se oproti jiným jeho předchozím koním osvědčil. Zpočátku se pokoušel Smrť kvůli stylovosti jezdit na kostěném koni. To však nebylo moc praktické, protože mu musel neustále přidrátovávat různé odpadlé části těla. Po něm zkoušel ohnivého koně, ten však pro změnu zapaloval podestýlku ve stáji. Takže nakonec zůstal Truhlík.